# Lydia Hearst
Lydia Marie Hearst-Shaw (ur. 19 września 1984) – amerykańska modelka, projektantka, aktorka, prawnuczka Williama Randolpha Hearsta – magnata prasowego.

## Rodzina
Lydia urodziła się w Wilton, Connecticut i jest drugą córką Patty Hearst, wnuczki Williama Randolpha Hearsta, i ochroniarza Bernarda Shawa. Jej starszą siostrą jest Gillian Hearst-Shaw, a kuzynką modelka Amanda Hearst.

## Edukacja
Krótko uczęszczała do Lawrenceville School. Jest absolwentką Wilton High Schoolest oraz Sacred Heart University w Fairfield Connecticut.

## Kariera
Lydia zadebiutowała w 2003 roku na nowojorskim weekendzie mody u projektantki Zang Toi. W 2004 pojawiła się we włoskim Vogue. Zdjęcia wykonał znany fotograf Steven Meisel. W tym samym roku pojawiła się też w kampanii Louis Vuitton. W 2006 znalazła się na okładce amerykańskiego pisma Nylon oraz w wiosennej kampanii Bottega Veneta. Jej twarz pojawiła się w takich kampaniach jak M.A.C czy Clinique. W 2007 zorganizowała licytację, a pieniądze z niej przeznaczyła na pomoc ludziom z Darfuru. W tym samym roku wystąpiła w sesji dla H&M. Projektuje również torebki dla Pumy. Lydia wystąpiła również w ostatnim odcinku pierwszej serii serialu Plotkara. Zagrała tam dekoratorkę wnętrz – Lily van der Woodsen's o imieniu Amelia. Zagrała Stellę w komedii romantycznej ,,Frost". Przyjaźni się z Daisy Lowe, Michelle Trachtenberg, Missy Rayder, Richie Rich, Traver Rains, Tyson Beckford.
Wystąpiła w filmach fabularnych, między innymi w komediodramacie Two Jacks (2012) oraz w horrorach Śmiertelna gorączka 3 (2014) i Condemned (2015).

## Związki
Przez krótki okres spotykała się z byłym partnerem Mischy Barton – Cisco Adlerem. Była też związana z Justinem Bartha (2006), Joe Barneyem i Oliverem Hammondem w 2003 r.